# チャーリー・クーンツ
チャーリー・クーンツ（Charley Koontz、1987年8月10日 - ）はアメリカ合衆国の俳優。

## 略歴
高校時代に演技を経験し、ロヨラ・メリーマウント大学で本格的に演技を学ぶ。
2009年にテレビシリーズ『Free Rent』のチャック役でテレビドラマ初出演、翌2010年の第63回カンヌ国際映画祭で初上映されたフランスのコメディ・ホラー映画『ラバー』で映画デビューする。

## 主な出演作品
- ラバー Rubber (2010)
- コミ・カレ!! Community (2011-2015) ※第2シーズンから第6シーズンまでの16エピソードに出演
- 救命医ハンク セレブ診療ファイル Royal Pains (2012) ※第4シーズンの2エピソードにゲスト出演
- スリーデイズ・ボディ 彼女がゾンビになるまでの3日間 Contracted (2013)
- CSI:サイバー CSI: Cyber (2015-2016)
- THIS IS US This Is Us (2017) ※第2シーズンの1エピソードにゲスト出演
- ザ・ボーイズ The Boys (2020) ※第2シーズンのエピソード7にゲスト出演